# NGC 266
NGC 266 je galaksija u zviježđu Ribe.

## Vanjske poveznice
- SEDS: NGC 0266